# قصه های ترسناک
قصه های ترسناک (به انگلیسی: Terror Tales) نام دو نشریه آمریکایی بود، مجله عمومی در ژانر علمی-تخیلی در دهه 1930 و یک کمیک وحشت بین دهه های 1960 و 1970.

## مجله
قصه های وحشت در ابتدا توسط انتشارات عامه پسند منتشر شد. اولین شماره در سپتامبر 1934، که یکی از موفق‌ترین مجلات ترسناک بود، مدتی بعد با همتای خود به نام داستان‌های ترسناک (به انگلیسی: horror stories) که از همین ناشر بود ادغام شد. برخی از نویسندگانی که آثارشان در «قصه‌های وحشت» ظاهر شد عبارتند از: ای. هافمن پرایس، وین راجرز، وایات بلاسینگیم (که بعداً کتاب‌های غیرداستانی برای کودکان نوشت)، ری کامینگز، پل ارنست، آرتور لئو زاگات و آرتور جی. بورکز. رودلف بلارسکی. سرانجام چاپ این مجله در مارس 1941 متوقف شد.

## نگارخانه

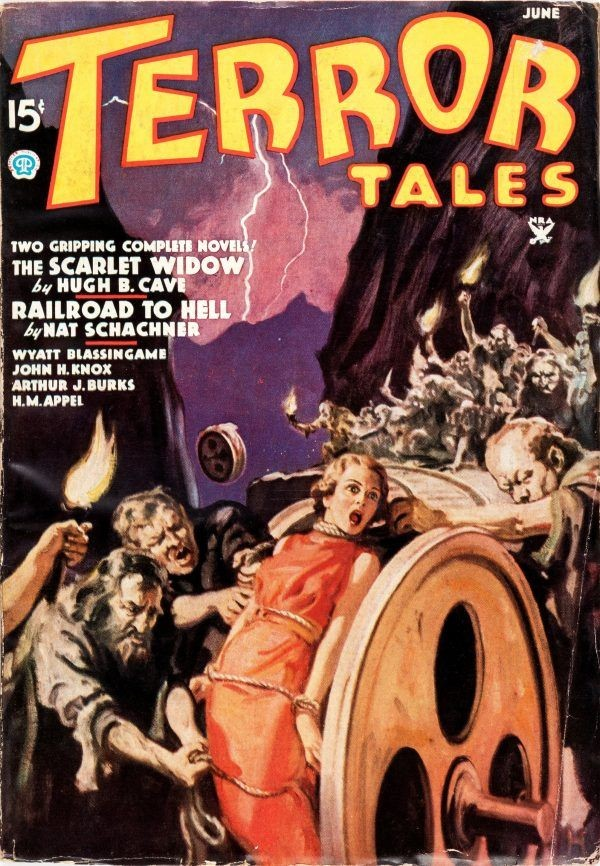
تصویر دو